# Jadranko Prlić
Jadranko Prlić (Đakovo, 10. lipnja 1959.), vojni zapovjednik HVO-a tijekom bošnjačko-hrvatskog sukoba, prvi i posljednji predsjednik Vlade Hrvatske Republike Herceg-Bosne, pravomoćno osuđen zbog zločina nad bošnjačkim stanovništvom na Međunarodnom sudu za ratne zločine počinjene na području bivše Jugoslavije. 
Dana 29. studenog 2017. godine konačnom je pravomoćnom drugostupanjskom presudom osuđen na 25 godina zatvora.,

## Životopis
Diplomirao je na Ekonomskom fakultetu u Mostaru, a magistrirao i doktorirao na Ekonomskom fakultetu u Sarajevu. Bio je redovni profesor na sveučilištu u Mostaru (Ekonomski fakultet i Pravni fakultet). Neko vrijeme je bio na funkciji predsjednika Izvršnog odbora općine Mostar. Godine 1989. postao je potpredsjednik Izvršnog vijeća SRBiH, a krajem 1990. vršitelj dužnosti predsjednika Izvršnog vijeća . Dana 15. svibnja 1992. Mate Boban je imenovao Prlića za načelnika financijskog odjela HVO-a, a 14. kolovoza iste godine za predsjednika HVO-a, vrhovnog izvršnog, upravnog i obrambenog organa Herceg-Bosne (HRHB). Boban ga je 10. studenog 1993. imenovao predsjednikom Vlade.Israeli, Raphael; Benabou, Albert. Savagery in the Heart of Europe: The Bosnian War (1992-1995) Context, Perspectives, Personal Experiences, and Memoirs. Strategic Book Publishing, 2013. Str. 108. Potom je bio potpredsjednik vlade i ministar obrane Republike Bosne i Hercegovine, zamjenik predsjednika vlade i ministar obrane Federacije Bosne i Hercegovine od lipnja 1994. do siječnja 1996., te ministar vanjskih poslova Bosne i Hercegovine od siječnja 1996. do veljače 2001. 

### Suđenje u Haagu
2004. ICTY izdao je optužnicu za šest čelnika bivše HRHB - protiv Prlića, Brune Stojića, Slobodana Praljka, Milivoja Petkovića, Valentina Ćorića i Berislava Pušića . Optužen je za progone na političkoj, rasnoj ili vjerskoj osnovi; ubojstvo; silovanje; deportacije; zatočavanje; nečovječna djela; hotimično lišavanje života; premještanje i zatvaranje civila; nečovječno postupanje; uništavanje imovine širokih razmjera i oduzimanje imovine koje nije opravdano vojnom nuždom, a izvedeno je protupravno i bezobzirno; okrutno postupanje; protupravni rad; bezobzirno razaranje gradova, naselja ili sela, ili pustošenje koje nije opravdano vojnom nuždom; uništavanje ili hotimično nanošenje štete ustanovama namijenjenim religiji ili obrazovanju; pljačkanje javne ili privatne imovine i protupravni napad na civile, Bošnjake, 1993. i 1994. tijekom napada na Prozor, Gornji Vakuf, Jablanicu, Ljubuški, Stolac, Čapljinu i Vareš, te opsadu Mostara, i logor Heliodrom i logor Dretelj u sklopu bošnjačko-hrvatskog sukoba. Prema optužnici, cilj je bilo protjerivanje bošnjačkog stanovništva, stvaranje etnički čistih prostora te konačno njihovo odvajanje i priključenje Hrvatskoj u granicama Banovine Hrvatske iz 1939. godine . Prlić se dobrovoljno predao sudu te izjasnio da nije kriv ni po jednoj točki optužnice. Suđenje je počelo 26. travnja 2006., a završne riječi su se održale u ožujku 2011. Tužiteljstvo je predstavilo 145 svjedoka, a obrana 65, te uključilo 4 914 dokaznih predmeta u rasponu od 465 sudskih radnih dana , što taj predmet čini najduljim u povijesti tribunala [neaktivna poveznica]. Prvostupanjska presuda očekivala se u ožujku 2013. ali je odgođena za svibanj. U travnju 2013. zakazano je izricanje presude za 29. svibnja. 29. svibnja 2013. nepravomoćnom je prvostupanjskom presudom osuđen na 25 godina zatvora.